# Nemuroglanis panamensis
Nemuroglanis panamensis es una especie de peces de la familia Heptapteridae en el orden de los Siluriformes.

## Morfología
• Los machos pueden llegar alcanzar los 7,2 cm de longitud total.

## Hábitat
Es un pez de agua dulce y de clima tropical.

## Distribución geográfica
Se encuentran en Centroamérica: Panamá.